# Podšentjur
Podšentjur je naselje v Občini Litija.